# Parc national De Alde Feanen
Le parc national De Alde Feanen (en néerlandais Nationaal Park De Alde Feanen) est un parc national des Pays-Bas, situé en province de Frise. Créé en 2006 sur 25 km2, il protège des zones humides, lacs, étangs, roselières et marécages. L’Alde Feanen est également une zone Natura 2000.

## Description
L’Alde Feanen contient des lacs, marécages, des forêts, de la tourbe et des prairies. Dans la région, au moins 450 espèces de plantes et 100 espèces d’oiseaux peuvent être trouvées. Un oiseau très important est la cigogne blanche (Ciconia ciconia). De hauts poteaux en bois ont été installés pour que les cigognes puissent construire des nids. Une autre attraction est fournie par les poneys Shetland.
Dans le parc se trouvent plusieurs moulins à vent monumentaux, tels que « De Ikkers », l'un remontant au XVIIIe siècle.

## Galerie

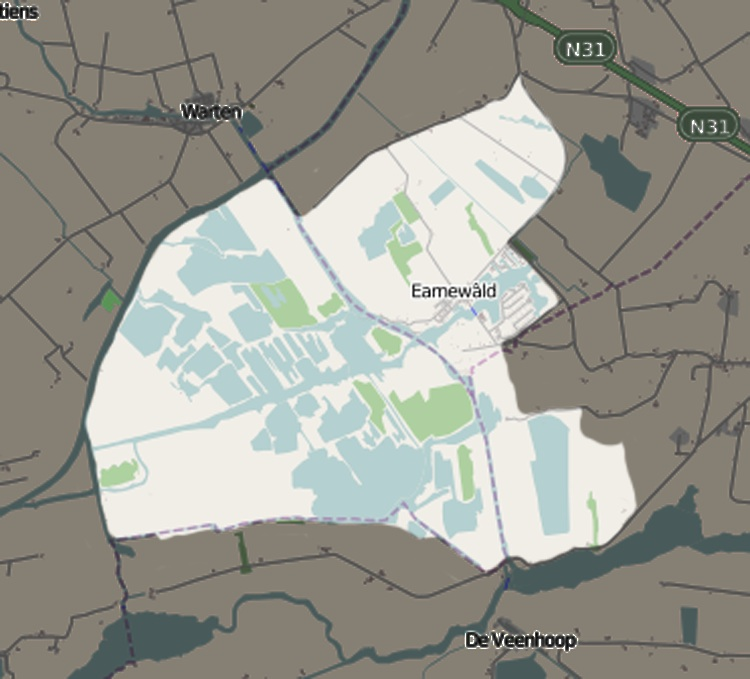
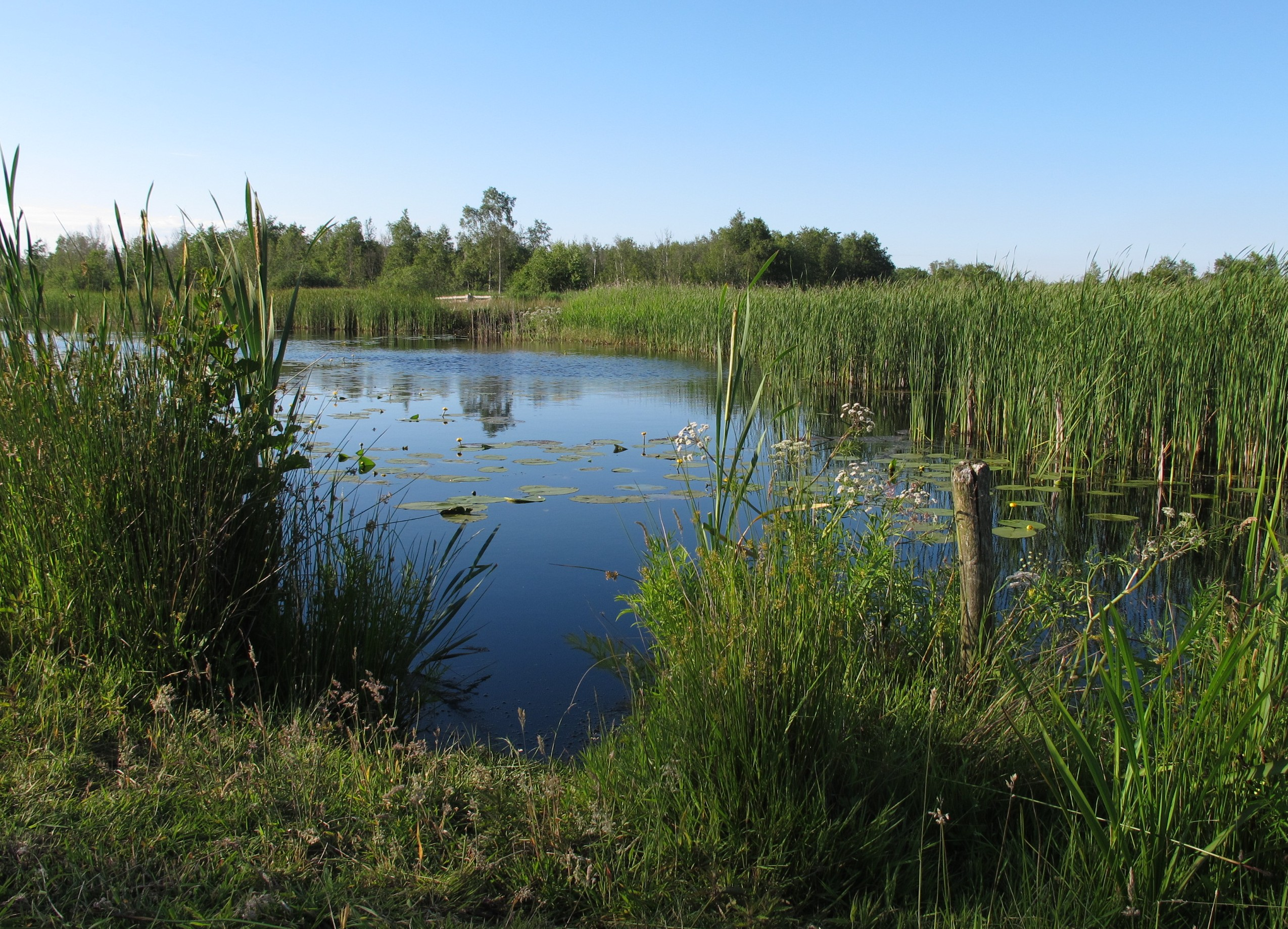
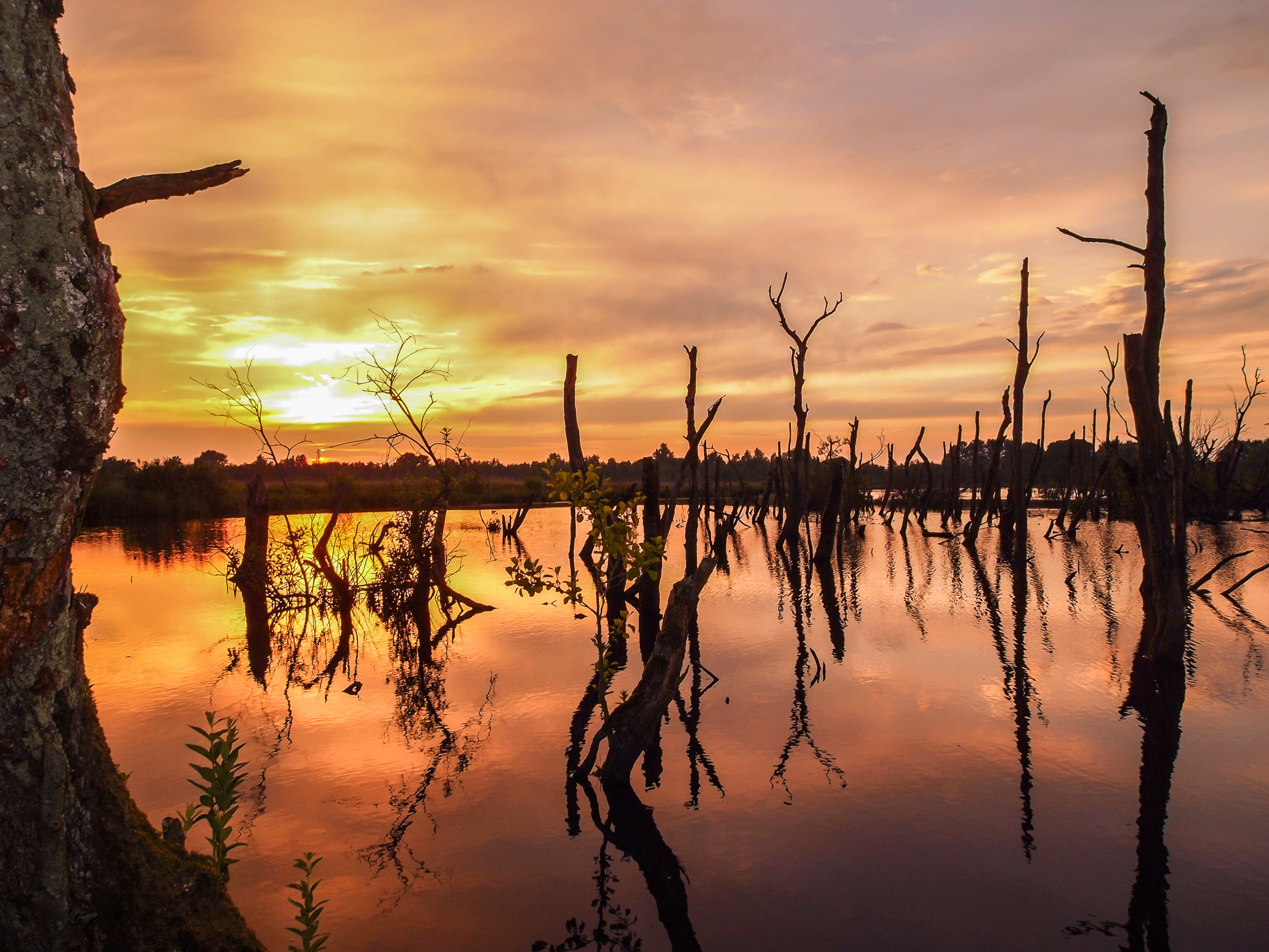
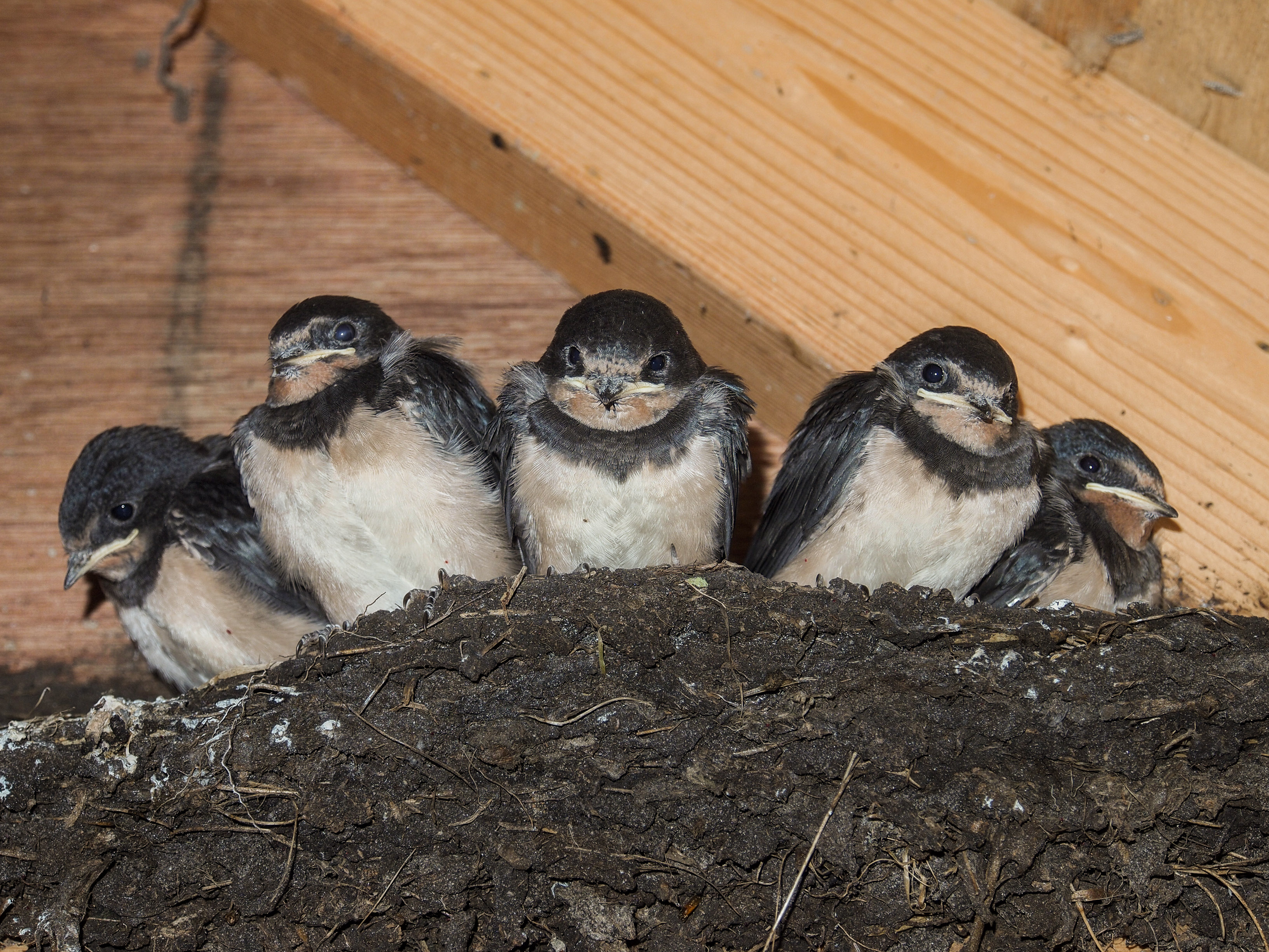
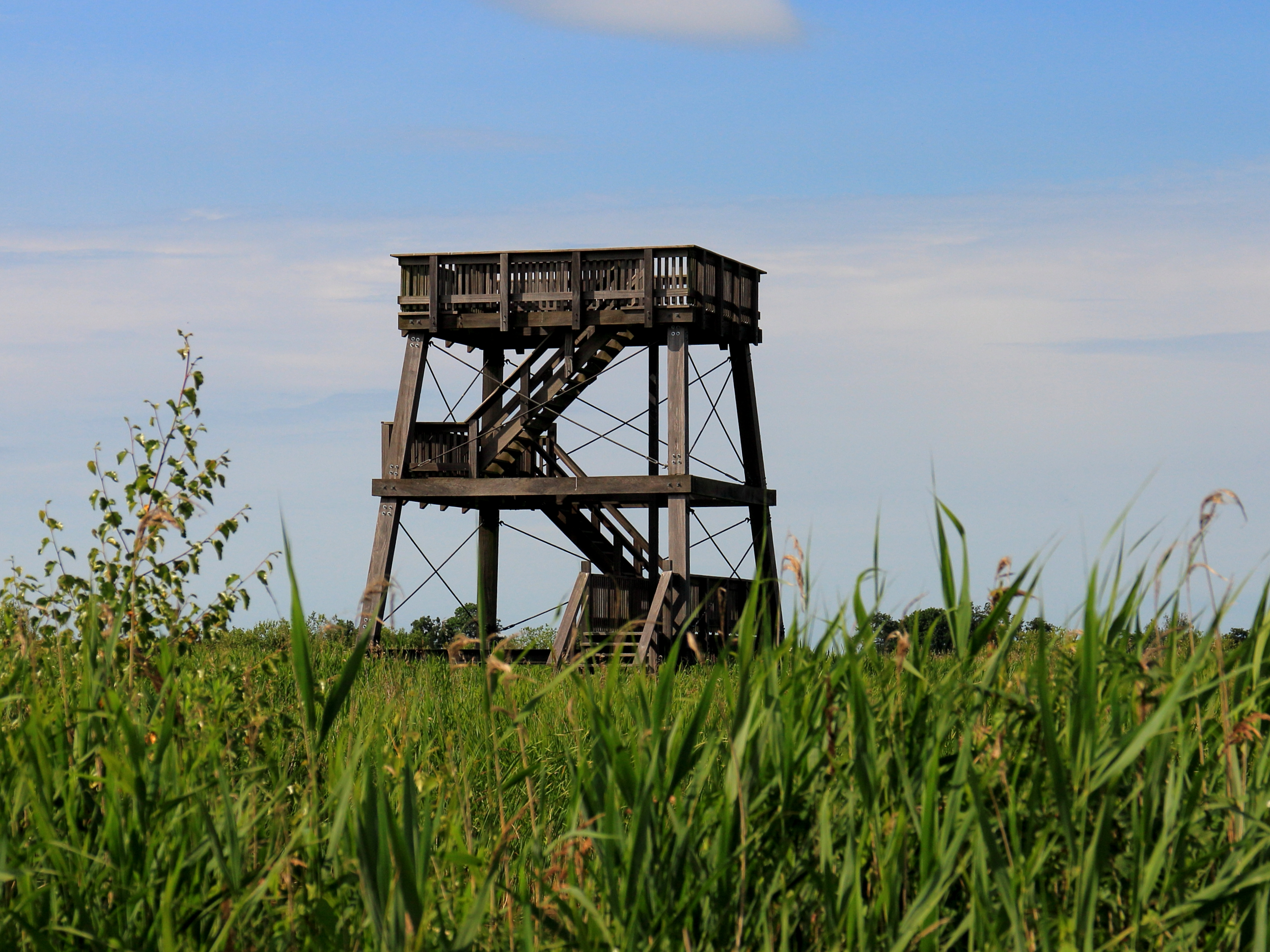
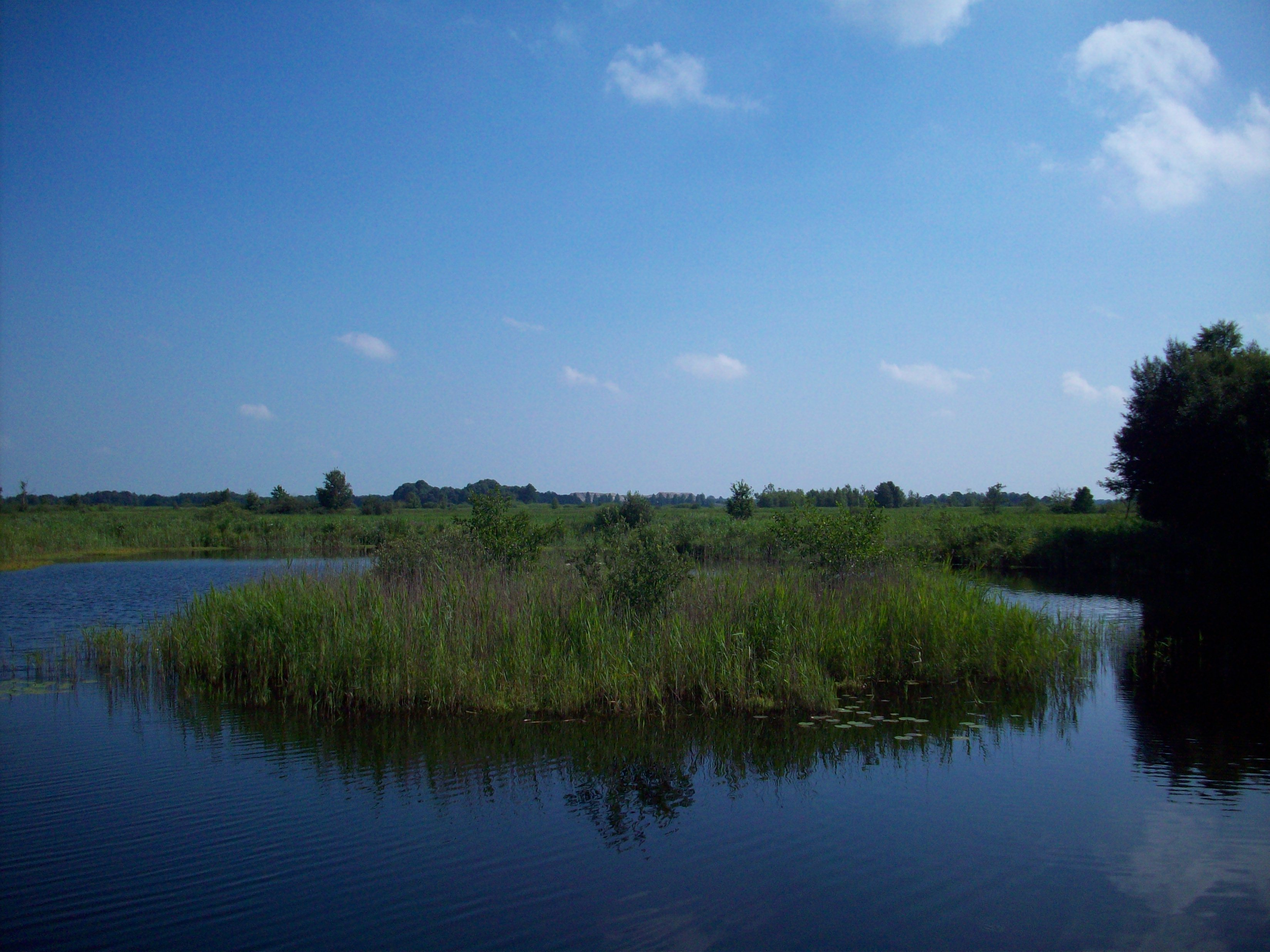
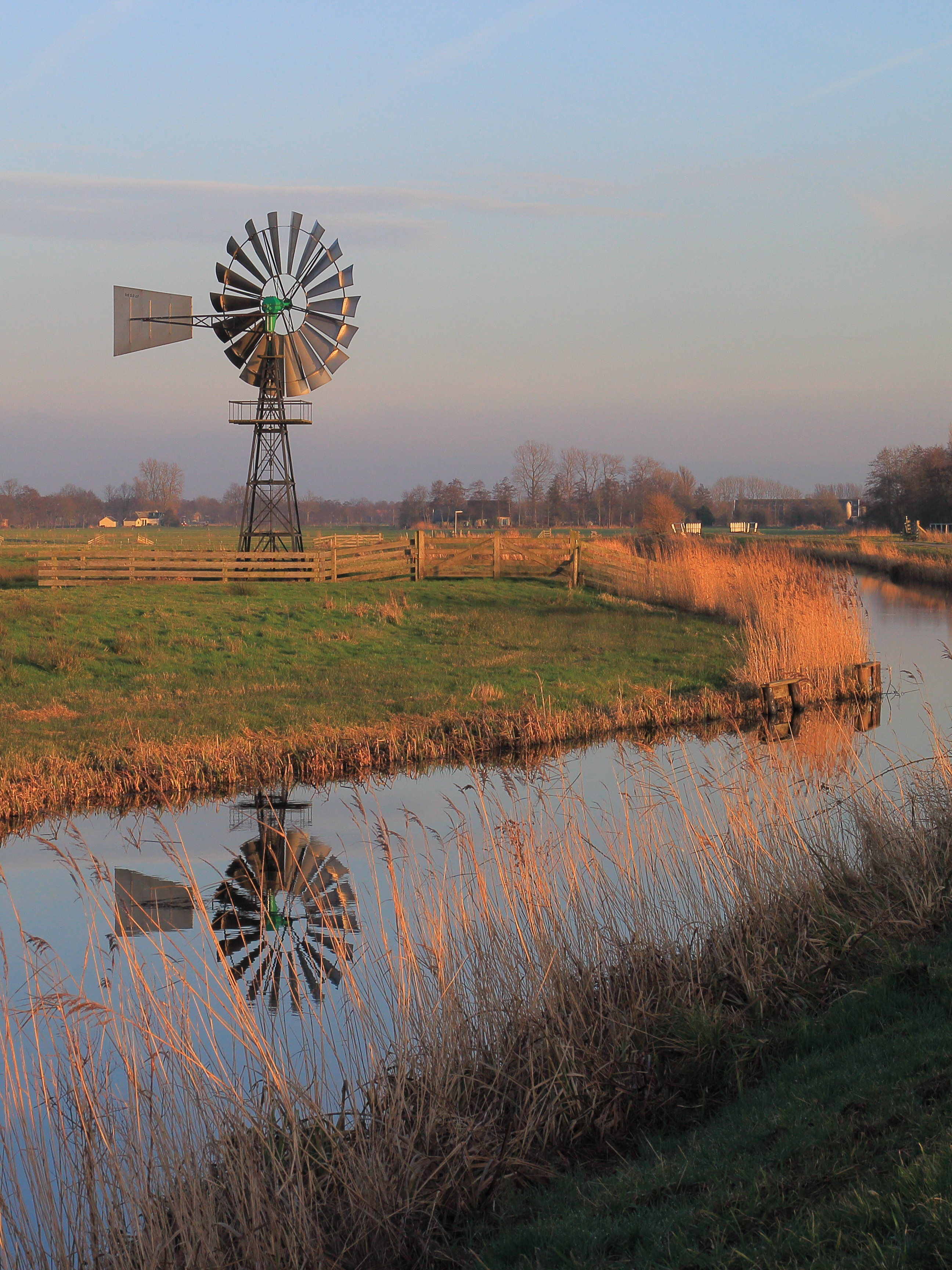